# Finding My Way
"Finding My Way" – pierwszy utwór z debiutanckiego albumu Rush kanadyjskiego tria Rush. Trwa 5 minut i jest zbudowany w metrum 4/4. Utwór został napisany oraz skomponowany przez wokalistę i basistę Geddy'ego Lee oraz gitarzystę Alexa Lifesona. Został także wydany w sierpniu 1974 roku na singlu, z utworem "Need Some Love" na stronie B.

## Twórcy
- Geddy Lee – wokal, gitara basowa
- Alex Lifeson – gitara elektryczna
- John Rutsey – perkusja